# Châteauneuf-de-Vernoux
 Châteauneuf-de-Vernoux  es una población y comuna francesa, ubicada en la región de Ródano-Alpes, departamento de Ardèche, en el distrito de Tournon-sur-Rhône y cantón de Vernoux-en-Vivarais.

## Demografía
| 245 | 227 | 170 | 188 | 198 | 188 |
| Para los censos de 1962 a 1999 la población legal corresponde a la población sin duplicidades (Fuente: INSEE [Consultar]) |     |     |     |     |     |